# Kryštof Ignác Abele z Lilienberka
Kryštof Ignác Abele z Lilienberka (19. května 1628 Breisgau – 12. října 1685 Vídeň) byl rakouský šlechtic, příslušník šlechtického rodu Abeleů z Lilienberka.

## Život
Za vlády Ferdinanda III. působil jako dvorní a kommerciální rada. Po nástupu Leopolda I. na trůn byl od roku 1665 tajným dvorním sekretářem a referendářem pro země vnitrorakouské, později se stal sekretářem konferenční rady a v roce 1670 členem zvláštního soudního dvora, který měl za úkol soudit účastníky povstání proti císaři, především v Uhrách. Hrál zásadní roli při zrušení uherské ústavy a v soudním procesu proti knížeti Václavovi z Lobkovic roku 1674. V roce 1680 se podílel na pádu hraběte Sinzendorfa a nahradil ho na postu presidenta dvorní komory. Po vypuknutí turecké války roku 1683 se tohoto úřadu vzdal. Zemřel 12. října 1685 ve Vídni bez potomků.